# Воля-Жираковська
Воля-Жираковська (пол. Wola Żyrakowska) — село в Польщі, у гміні Жиракув Дембицького повіту Підкарпатського воєводства.
Населення — 699 осіб (2011).
У 1975-1998 роках село належало до Тарновського воєводства.

## Демографія
Демографічна структура станом на 31 березня 2011 року:
|          | Загалом | Допрацездатний вік | Працездатний вік | Постпрацездатний вік |
| -------- | ------- | ------------------ | ---------------- | -------------------- |
| Чоловіки | 349     | 72                 | 241              | 36                   |
| Жінки    | 350     | 76                 | 206              | 68                   |
| Разом    | 699     | 148                | 447              | 104                  |